# Sirnasari (Tanjungsari)
Sirnasari is een bestuurslaag in het regentschap Bogor van de provincie West-Java, Indonesië. Sirnasari telt 3110 inwoners (volkstelling 2010).